# Mistrzostwa Świata w biegu 24-godzinnym 2006
4. Mistrzostwa Świata w biegu 24-godzinnym 2006 – zawody lekkoatletyczne, które odbyły się 25 i 26 lutego 2006 w Tajpej.

## Medaliści
|                         | 1. miejsce                                                          | Rezultat   | 2. miejsce                                                               | Rezultat   | 3. miejsce                                                                             | Rezultat   |
| Mężczyźni indywidualnie | Ryoichi Sekiya                                                      | 272,936 km | Mohamed Magroun                                                          | 248,563 km | Vladimir Bychkov                                                                       | 246,098 km |
| Mężczyźni drużynowo     | Japonia 1. Ryoichi Sekiya · 2. Masayuki Otaki · 3. Kenji Okiyama    | 755,569 km | Francja 1. Mohamed Magroun · 2. Fabien Hoblea · 3. Jean-Pierre Guyomarch | 724,412 km | Włochy 1. Osvaldo Beltramino · 2. Enrico Bartolini · 3. Gastone Barichello             | 709,677 km |
| Kobiety indywidualnie   | Sumie Inagaki                                                       | 237,144 km | Liudmila Kalinina                                                        | 231,356 km | Kimie Noto                                                                             | 229,146 km |
| Kobiety drużynowo       | Rosja 1. Liudmila Kalinina · 2. Galina Eremina · 3. Irina Reutovich | 671,477 km | Japonia 1. Sumie Inagaki · 2. Kimie Noto · 3. Hiroko Okiyama             | 654,555 km | Francja 1. Nathalie Firmin-Belloux · 2. Veronique Jehanno-Valy · 3. Brigitte Bec-Cetre | 596,172 km |

## Reprezentacja Polski

### Mężczyźni
Drużyna mężczyzn zajęła 12. miejsce z wynikiem 488,221 km
| Miejsce | Zawodnik             | Klub                 | Rezultat   |
| 32.     | August Jakubik       | TL Pogoń Ruda Śląska | 205,088 km |
| 59.     | Waldemar Pędzich     | LKS Kurp Ostrołęka   | 157,695 km |
| 68.     | Czesław Macherzyński | KKB Dystans Kraków   | 125,438 km |